# تعلم الخصائص
تعلم الخصائص أو تعلم التمثيل في تعلم الآلة مجموعة من التقنيات التي تسمح للنظام باكتشاف التمثيلات اللازمة لاكتشاف الميزات أو تصنيفها تلقائيًا من البيانات الأولية. يحل هذا محل هندسة الميزات اليدوية ويسمح للآلة بتعلم الميزات واستخدامها لأداء مهمة محددة.
يُحَفر تعلم الميزات من خلال حقيقة أن مهام تعلم الآلة مثل التصنيف غالبًا ما تتطلب مدخلات مناسبة للمعالجة رياضيًا وحسابيًا. ومع ذلك، فإن بيانات العالم الحقيقي مثل الصور والفيديو وبيانات الاستشعار لم تستسلم لمحاولات تحديد ميزات محددة خوارزميًا. والبديل هو اكتشاف مثل هذه الميزات أو التمثيلات من خلال الفحص، دون الاعتماد على خوارزميات واضحة.
يمكن أن يكون تعلم الميزات أو الخصائص إما خاضعًا للمراقبة أو غير خاضع لها.